# Margherita d'Anjou
Margherita d'Anjou, Margareta av Anjou, är en opera semiseria i två akter med musik av Giacomo Meyerbeer och libretto av Felice Romani efter en text av René-Charles Guilbert de Pixérécourt baserad på legenderna om Rosornas krig i England. Titelrollen är den drottning Margaret i Shakespeares drama Henrik VI, som också förekommer i  Richard III. Margherita d'Anjou är den första av Meyerbeers operor som blandar historiska händelser och personer med påhittade karaktärer och situationer, som han senare skulle göra i sina franska grand operas Les Huguenots, Le prophète och L'Africaine. Operan är den fjärde av Meyerbeers italienska operor och var hans första internationella framgång.

## Historia
Operan uruppfördes den 14 november 1820 på Teatro alla Scala i Milano. Den blev stor framgång och framfördes snart över hela Europa på italienska, franska och tyska. Den franska versionen hade premiär på Théâtre Odéon i Paris den 3 november 1826 och var en större revidering med tillagd musik från andra verk av Meyerbeer. Den gavs i New Orleans den 17 april 1854. I november 2002 framfördes en konsertant föreställning av det italienska originalet i Royal Festival Hall i London, och operan spelades även på Festival della Valle d'Itria 2017. En ny kritisk utgåva av partituret publicerades av musikförlaget Ricordi i Berlin 2015.

## Personer
| Roller                                                                  | Röststämma  | Premiärbesättning 14 november 1820 Dirigent: Giacomo Meyerbeer |
| ----------------------------------------------------------------------- | ----------- | -------------------------------------------------------------- |
| Margherita d'Anjou, änka efter Henrik VI av England                     | sopran      | Carolina Pellegrini                                            |
| Isaura, hustru till Hertigen av Lavarenne, förklädd till Eugenio        | mezzosopran | Rosa Mariani                                                   |
| Hertigen av Lavarenne, Storseneskalk av Normandie                       | tenor       | Nicola Tacchinardi                                             |
| Carlo Belmonte, general förvisad av drottnignen, anställd av Gloucester | bas         | Nicolas-Prosper Levasseur                                      |
| Michele Gamautte, fransk fysiker                                        | bas         | Nicola Bassi                                                   |
| Gertrude                                                                | sopran      | Paola Monticelli                                               |
| Bellapunta, drottningens officer                                        | tenor       | Pietro Gentili                                                 |
| Orner, drottningens officer                                             | bas         |                                                                |
| Riccardo, Hertig av Gloucester                                          | bas         | Michele Cavara                                                 |

## Handling

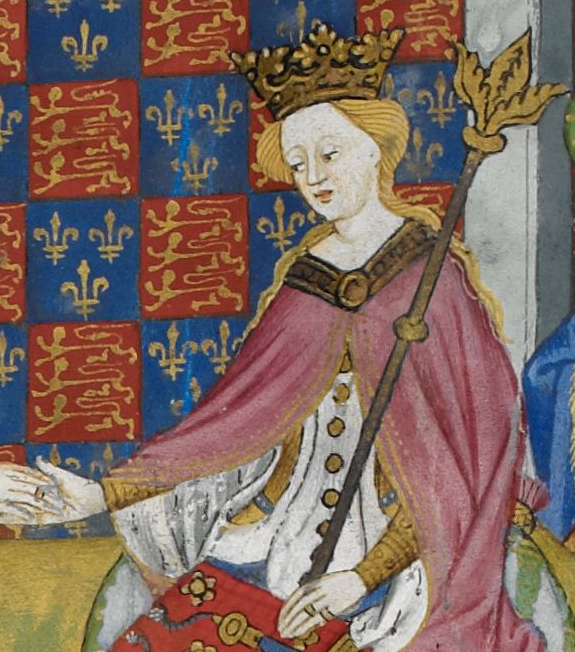
Margareta av Anjou

Plats: Skotska högländerna, ca. 1462
Operan utspelar sig i de skotska högländerna år 1462.Änkedrottningen Margherita, vars make kung Henrik VI drevs bort från tronen och sedan dödades i det engelska inbördeskriget mera känt som Rosornas krig, flydde till Frankrike och har nu återvänt till England med en armé i ett försök att återta tronen för sin sons räkning. Hon och hennes armé besegrades och hon har tvingats fly till Skottland med återstoden av sina trupper. Bland dessa finns den franske adelsmannen hertigen av Lavarenne, som förälskade sig i Margherita medan hon befann sig i exil i Frankrike, och han har lämnat sin fru för att vara med henne. Men hans fru Isaura går inte med på det och förklädd till man har hon nu följt efter sin make till Skottland som en assistent till Gamautte, den franske fysikern hos drottningen. Riccardo, hertigen av Gloucester, som drev bort Margheritas make från tronen, har förföljt henne och hennes armé till Skottland. Margherita försöker lura honom genom att förklä sig till en vanlig kvinna, Gamauttes fri. Den förklädda Isaura har den otacksamma uppgiften att leverera kärleksbrev från sin make till Margherita i sin förklädnad. Riccardo känner igen Margherita och tar sonen till fånga. Gamautte och hertigen planerar att rädda Margherita och hennes son och tilltaget lyclas. General Belmonte, som hade gått över till Gloucesters sida, återvänder i hennes tjänst och Riccardo besegras. Drottningen och hennes son är räddade och den ångerfulle hertigen återvänder till sin förlåtande fru.